# Мікела Бельмонте
Мікела Бельмонте (італ. Michela Belmonte) (30 жовтня 1925 — 7 липня 1978) — італійська акторка.

## Біографія
Вона була молодшою сестрою актриси Марії Дені. Була популярною акторкою і виконувала переважно головні ролі під час фашистської влади в Італії. 

## Фільмографія
- Un pilota ritorna (1942)
- I tre aquilotti (1942)
- Il nostro prossimo (1943)